# 江島雄基
江島 雄基（えじま ゆうき、1988年11月18日 - ）は、日本の俳優。劇団水中ランナー所属。熊本県出身。

## 出演

### 舞台
- 劇団 水中ランナー 第16回公演「もしも日々が続くから 炊飯器と手帳と / 何者でもない」（2024年6月26日 - 30日、OFF・OFFシアター）[2]